# Kanaan (syn Chama)
Kanaan – postać biblijna występująca w Starym Testamencie, syn Chama przeklętego wraz ze swoim potomstwem przez jego własnego ojca – Noego. W dziewiątym rozdziale Księgi Rodzaju pojawia się taki oto opis:
(24) Kiedy Noe obudził się po odurzeniu winem i dowiedział się, co uczynił mu jego młodszy syn, (25) rzekł: «Niech będzie przeklęty Kanaan! Niech będzie najniższym sługą swych braci!» (26) A potem dodał: «Niech będzie błogosławiony Pan, Bóg Sema! Niech Kanaan będzie sługą Sema! (27) Niech Bóg da i Jafetowi dużą przestrzeń i niech on zamieszka w namiotach Sema, a Kanaan niech będzie mu sługą».
Przekleństwo to było spowodowane tym, że prawdopodobnie Kanaan został poczęty w wyniku współżycia Chama z jedną z żon swojego ojca, Noego, w czasie gdy ten był upojony winem.
Biblia wymienia imiona dwóch synów Kanaana – Sydona i Cheta. Wskazuje ponadto, że od niego wywodzą się takie ludy jak Jebusyci, Girgaszyci, Chiwwici, Arkici, Sinici, Arwadyci, Semaryci i Chamatyci. Plemiona te były w historii wrogami Izraela, czego wytłumaczeniem jest genealogia pojawiająca się w Księdze Rodzaju. Potomkowie Kanaana zamieszkiwali ziemię Kanaan, gdzie w późniejszych czasach prowadzili walki z Izraelitami. Przekleństwem tym, przeniesionym na potomne plemiona, autorzy biblijni tłumaczyli późniejszą wrogość Izraelitów i Kananejczyków.